# Husův kámen (Svatý Jan pod Skalou)
V obci Svatý Jan pod Skalou před studánkou Ivanka na břehu potoka (lidově zvaného Kačák) stojí Husův kámen (či Husův balvan), pomník ve formě valounu s kalichem na vrcholu.

## Historie
Husův balvan, stojící v areálu poutního místa je údajným dílem studentů římskokatolického gymnázia, kteří ho postavili svým učitelům navzdory. Nese datum Husova výročí upálení a rok 1919.